# Hans Westerhoff
Ne doit pas être confondu avec Hans Westerhof, footballeur et entraîneur néerlandais.
Hans Victor Westerhoff, né le 14 janvier 1953 à Amsterdam, est un biologiste et un biochimiste néerlandais qui est professeur de  biologie des systèmes synthétique à l'Université d'Amsterdam et AstraZeneca professeur de biologie des systèmes à l'Université de Manchester. Actuellement, il est président d'AstraZeneca et un directeur du Manchester Centre for Integrative Systems Biology,

## Éducation
Westerhoff fait ses études à l'Université d'Amsterdam où il obtient un philosophiæ doctor en 1983 pour des recherches sur la thermodynamique hors équilibre et le contrôle de la  thermodynamique biologique supervisées par Karel van Dam

## Recherche
En mars 1995 Westerhoff écrit au sujet d'une découverte de magainine dans xenopus laevis qui aide à lutter contre les bactéries et qu'il découvre avec ses collègues. En décembre 1996 lui et son groupe découvrent un oxyde nitrique réductase de Paracoccus denitrificans. En 2000 lui et Martin Bier, avec Barbara Bakker découvrent que des cellules de levure peuvent avoir des oscillations glycolytiques et fusionner avec d'autres dans certains cas parce qu'elles obtiennent un regain d'énergie à partir du glycolyse,. En 2013, il étudie des cartes du métabolisme humain et en sort avec sa carte biochimique